# Estación General Juan Martín de Pueyrredón
Brigadier General Juan Martín de Pueyrredón es una estación ferroviaria ubicada en el barrio porteño de Villa Pueyrredón, ciudad de Buenos Aires, Argentina.

## Servicios
Es una estación intermedia del servicio eléctrico metropolitano de la Línea Mitre, que se presta entre las estaciones Retiro y José León Suárez.

## Historia
Denominada Parada KM 14 hasta que en 1904 es denominada Pueyrredón.

## Imágenes

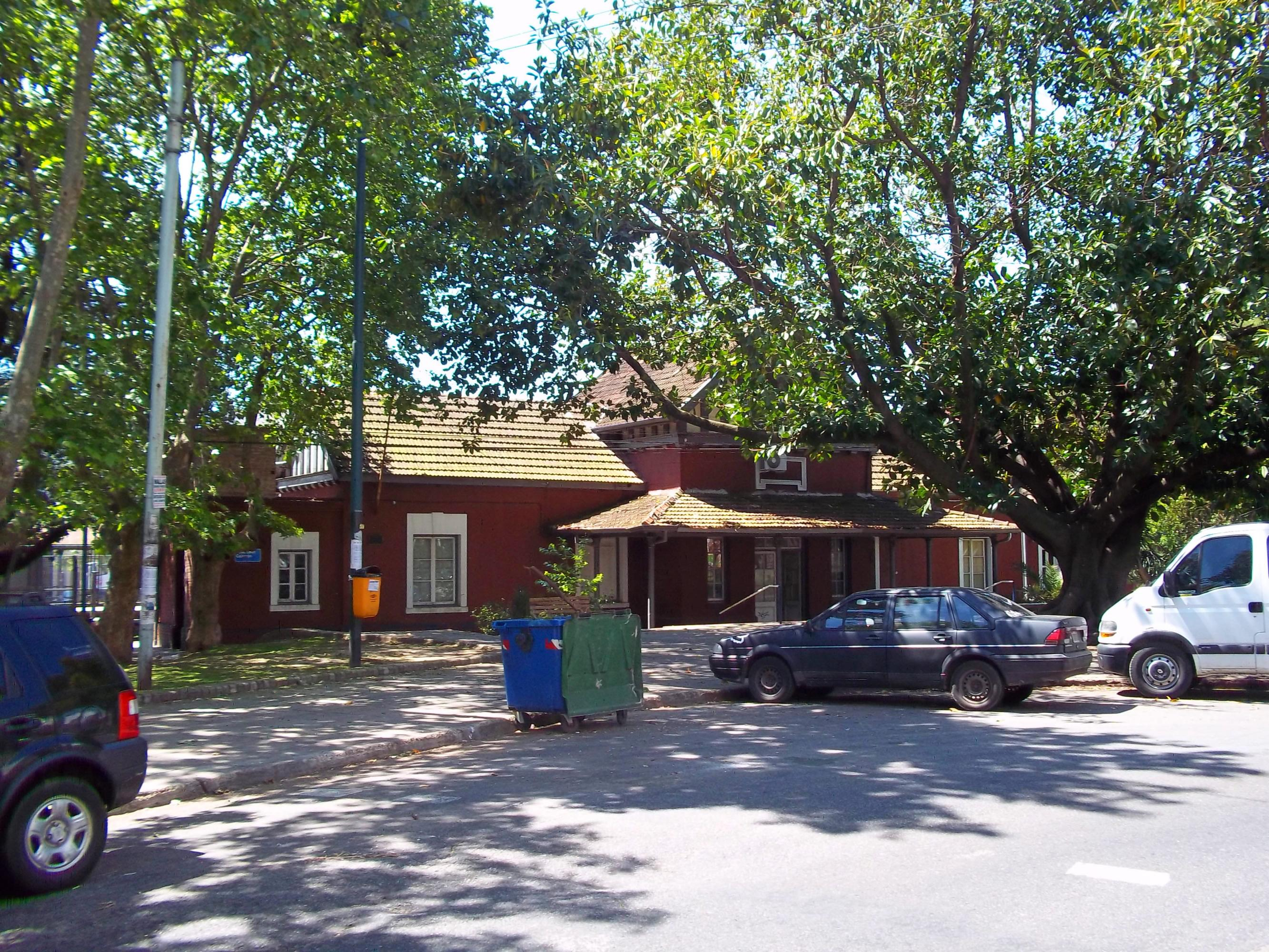
Edificio de la estación. Vista desde la calle.
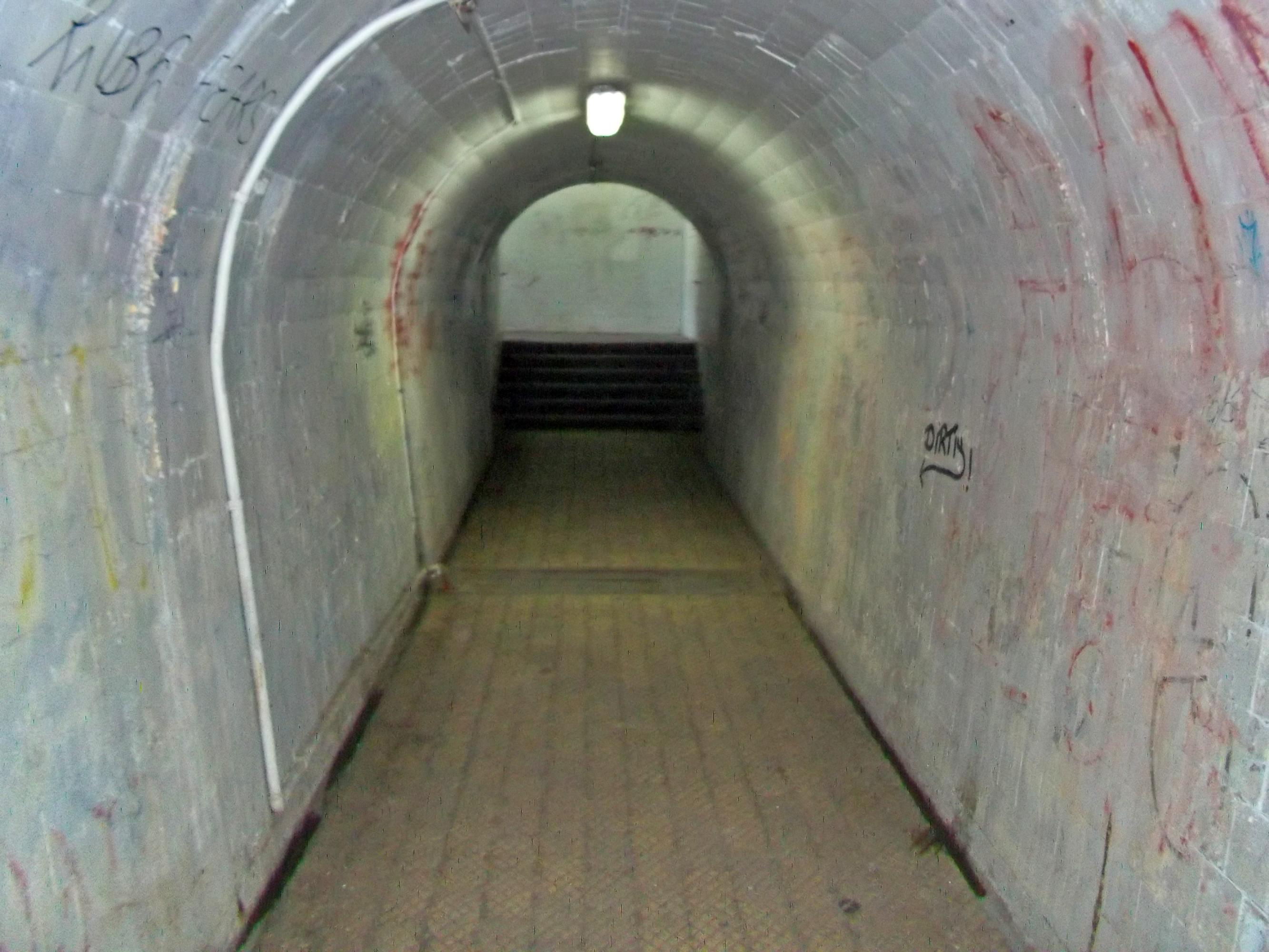
Cruce peatonal subterráneo.